# Білан ріп'яний
Білан ріп'яний (Pieris rapae) — метелик родини біланових. Схожий на білана капустяного, але дрібніший.

## Опис
Метелик середнього розміру з розмахом крил 3,9 — 5 см. Крила згори білі, верхівка переднього крила сіра. На передньому крилі одна чорна пляма в самців та дві в самиць, іноді плями бліді, а в самців бувають відсутні.
Гусениця зелена, оксамитова, досягає в довжину 2-2,4 см.

## Спосіб життя

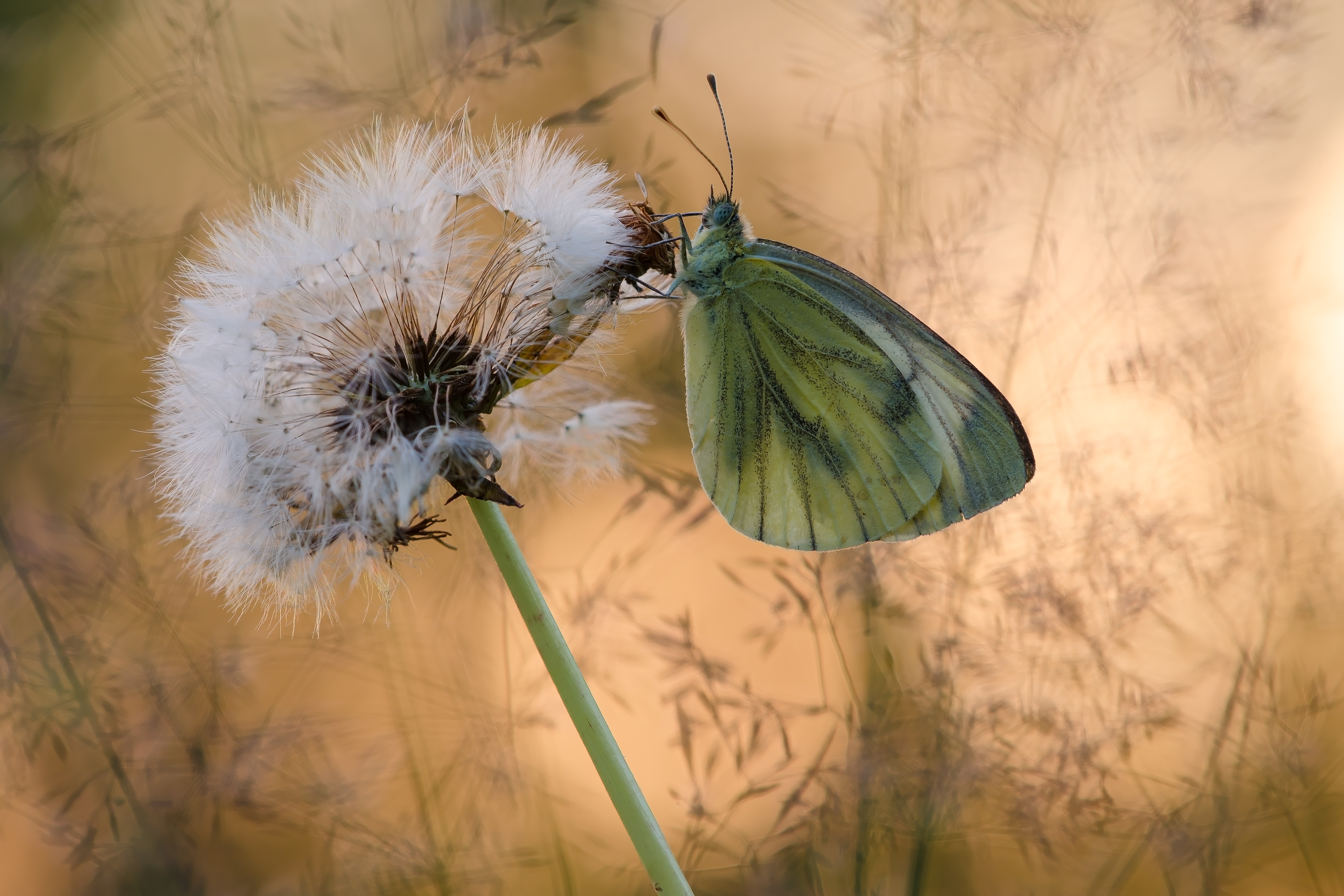
Білан ріп'яний в заказнику «Березовий гай» (Деснянський район Києва)

В Україні імаго трапляються з квітня до кінця вересня чи навіть жовтня. За теплий період розвивається 2-3 покоління. У альпійському поясі Карпат розвивається одне покоління, метелики літають з кінця травня до середини серпня. Зимує на стадії лялечки на корі дерев та штучних вертикальних твердих субстратів, наприклад на парканах.
Метелики пролітають приблизно 700 метрів за день, ночують в межах 250-600 метрів від попереднього місця ночівлі.
Гусениці розвиваються на рослинах родин капустяних, каперцевих, красолевих, резедових. Гусениці, яких вирощували при нижчих температурах (нижче за 19 °C) утворювали більшу лялечку, з якої виходило більше імаго, ніж за температури понад 29 °C.